# Pom Poko – A tanukik birodalma
A Pom Poko – A tanukik birodalma (平成狸合戦ぽんぽこ; Hepburn: Heisei Tanuki Gassen Ponpoko; angol címén: Pom Poko) 1994-ben bemutatott japán animációs fantasy vígjáték, ami Takahata Iszao rendezésében és írásában és a Studio Ghibli gyártásában készült.
A filmet Japánban 1994. július 16-án mutatták be a mozikban, Magyarországon 2007. december 11-én jelent meg DVD-n.

## Cselekmény
A történet az 1960-as évekbeli Japánban játszódik, amikor is a Takaga-erdőben építkezni kezdenek. Az egyre csökkenő terület miatt a Tama-hegységbeli nyestkutyák, azaz a tanukik háborúzni kezdenek a megmaradt területek feletti uralomért. A nagy harcok közepette ráébrednek, hogy a megmaradt területek se lesznek elegek nekik, ezért hát összefognak, hogy közösen megmentsék az otthonukat.

## Szereplők
| Karakter                                                                      | Japán hangja       | Angol hangja             | Magyar hangja       |
| ----------------------------------------------------------------------------- | ------------------ | ------------------------ | ------------------- |
| Narrátor                                                                      | Kokontei Shinchou  | Maurice LaMarche         | Fazekas István      |
| Sókicsi                                                                       | Makoto Nonomura    | Jonathan Taylor Thomas   | Szokol Péter        |
| Okijo                                                                         | Yuriko Ishida      | Jillian Bowen            | N/A                 |
| Szeidzaemon                                                                   | Norihei Miki       | J. K. Simmons            | Hollósi Frigyes     |
| Oroku                                                                         | Nijiko Kiyokawa    | Tress MacNeille          | Illyés Mari         |
| Gonta                                                                         | Shigeru Izumiya    | Clancy Brown             | Barabás Kiss Zoltán |
| Inugami Gjobu                                                                 | Gannosuke Ashiya   | Jess Harnell             | Uri István          |
| Bunta                                                                         | Takehiro Murata    | Kevin Michael Richardson | Betz István         |
| VI. Kincso Daimjódzsin                                                        | Beichou Katsura    | Brian George             | Perlaki István      |
| Jasimano Hage                                                                 | Katsura Bunshi VI  | Brian George             | Makay Sándor        |
| Oso                                                                           | Kosan Yanagiya     | Andre Stojka             | Versényi László     |
| Tamaszaburó                                                                   | Akira Kamiya       | Wally Kurth              | Szabó Máté          |
| Szászke                                                                       | Hajasibara Megumi  | Marc Donato              | N/A                 |
| Ofuku                                                                         | Rin Mizuhara       | N/A                      | N/A                 |
| Ponkicsi                                                                      | Hayashiya Shōzō IX | David Oliver Cohen       | Kerekes József      |
| Koharu                                                                        | Yorie Yamashita    | Olivia d'Abo             | Mezei Kitty         |
| Rjútaró                                                                       | Akira Fukuzawa     | John DiMaggio            | Fekete Zoltán       |
| Hajasi                                                                        | Osamu Katou        | Brian Posehn             | Kapácsy Miklós      |
| A Csodapark igazgatója                                                        | Takehiro Murata    | Kevin Michael Richardson | Botár Endre         |
| További magyar hangok: Holl János, Kajtár Róbert, Korbuly Péter, Posta Victor |                    |                          |                     |

## Bevételek
A Pom Poko sokáig volt első helyezett Japánban a bevételi listán 1994-ben, összesen 2.63 milliárd jen bevételt termelt.

## Díjak, jelölések
Japán ezt a filmet akarta jelölni az Oscar-díjra a legjobb idegen nyelvű film kategóriájában, de végül nem jutott be a teljes listára. A film szintén indult a 49. Mainichi Filmfesztiválon, ahol elnyerte a legjobb animációs film díját.